# Gracilia minuta
Gracilia minuta là một loài bọ cánh cứng trong họ Cerambycidae.

## Hình ảnh

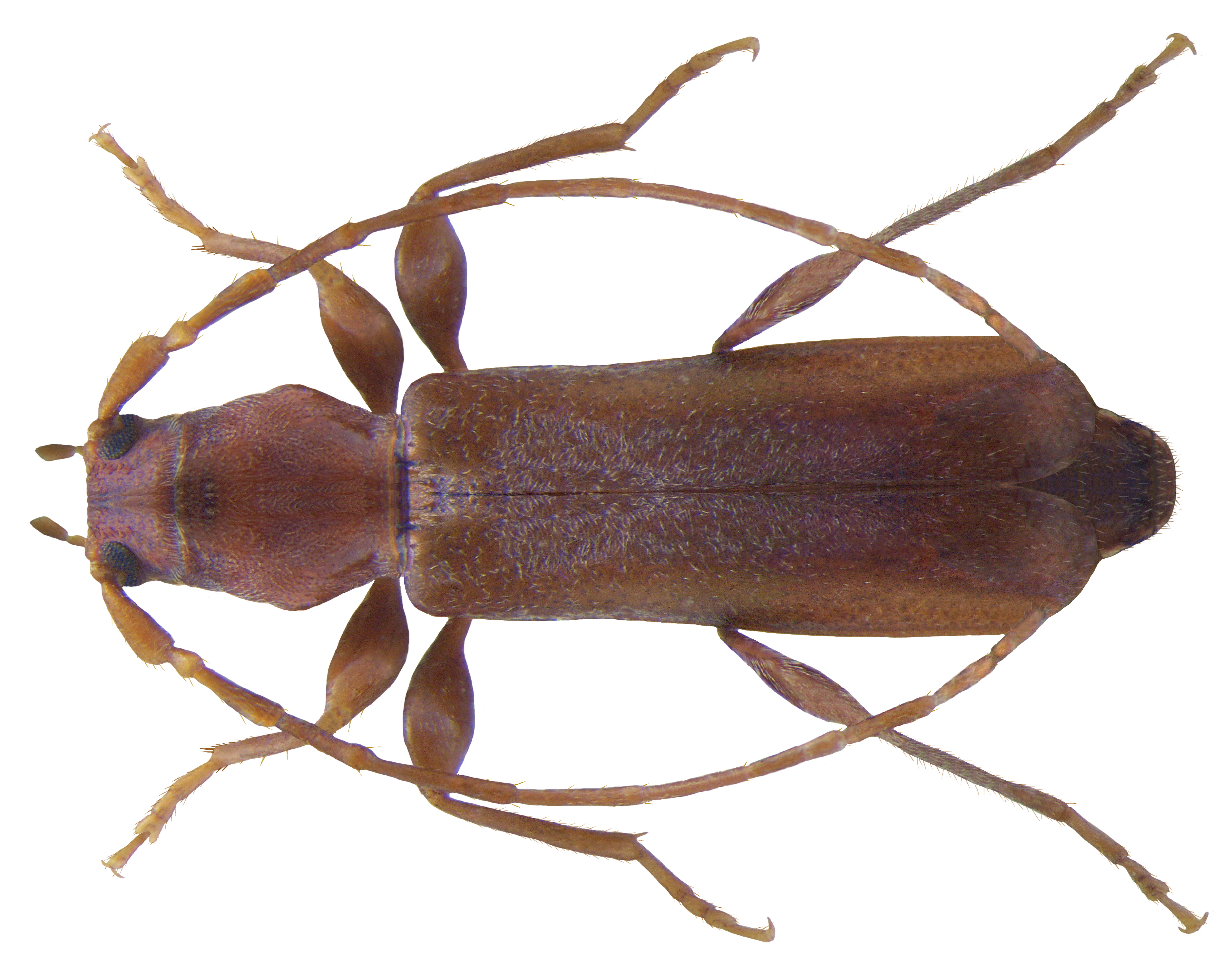